# 舟久保遥香
舟久保 遥香（ふなくぼ はるか、1998年10月10日 - ）は、山梨県富士吉田市出身の、日本人の女子柔道選手。階級は57kg級。身長162cm。血液型はO型。段位は参段。組み手は右組み。得意技は小内刈、寝技。現在は三井住友海上女子柔道部に所属。

## 人物
- 女優の能年玲奈に似ていると、複数のマスメディアから言及された。なお、NHK連続テレビ小説のあまちゃんが始まった中学3年の時に周囲から能年似だと言われ始めた。その点に関して本人は、「そっちはあまり…」と述べるにとどめた[3][4][5][6][7][8]。
- 高校時代から美人柔道家として注目を集めていた[9]。
- 様々な女性アスリートのトレーディングカードを収めたベースボールマガジン社発行の「BBMリアルヴィーナスカード2015版」に、東京五輪で期待される未来のヒロイン候補として初登場を果たした。教室での制服姿や道場での柔道衣姿のカードなどが収録されている[10]。
- 高校3年の時に富士吉田署から「一日警察署長」を委嘱された際、電話詐欺の注意を促することを目的とした寸劇に出演した。電話詐欺で高齢者から金を騙し取ろうとした男が現金の受け渡し場所に現れたところで、その男を投げ飛ばして取り押さえる役を演じた[11]。
- 普段の体重は60kg。胸囲98cm。ウエスト78cm。リーチ165cm。股下78cm。手の大きさは18cm。足のサイズは24.5cm。視力は左右0.7。握力は左右30kg。体脂肪率12%（2016年時点の数値）[12][13]。
- 道場での練習以外に、450段もの階段を3往復した後に休む間もなく坂道をダッシュするが、そこでは男子部員をも次々に追い越す強靭な足腰を有している。50m走は6秒8[12][13]。
- バランスボールに立った状態でスクワットをこなせるなどバランス感覚にも優れている[13]。
- 夢は2020年の東京オリンピックに出場して優勝することだという。「覚悟がないとオリンピックには絶対出られない。そう思ったので本当に覚悟を決めてやろうと思いました」と決意のほどを語った[12][13]。

## 経歴

### 中学まで
柔道は6歳の時に友達がやっているのを見て楽しそうだと思って大明見スポーツ少年団〈後の明生館道場〉で始めた。なお、両親や兄を含めて家族に柔道経験者はおらず、スキー場でのパトロール活動の他に「御坂山岳会」会長として富士山で遭難救助活動にも携わる父親は、当初スキーのモーグルに娘を取り組ませたかったという。柔道を始めて間もない明見小学校2年の時には県大会で早くも優勝を飾った。県内では小学校を卒業するまで常にトップだった。一方で、5年生の時には全国小学生学年別柔道大会40kg級に出場するが予選リーグで敗れた。6年生の時には45kg級に出場するものの、初戦で広島県の奥田遥菜に背負投で敗れた。このように小学生まで強さは山梨県内限定であった。また。この当時は好きな選手もおらず、オリンピック選手にも興味がなかったという。その一方で、小学校6年の時に東京の国立代々木競技場で開催された世界選手権を友達と観戦した際には、後に会社の先輩ともなる山岸絵美と一緒に写真を撮ってもらった。
それでも、さらに柔道を強くなりたいという一心で富士学苑中学に入学すると、2003年の世界選手権90kg級代表だった監督の矢嵜雄大と、同じく57kg級代表だったその妻でコーチの矢嵜仙子の指導を受けることになった。世界の最前線で戦ってきた矢嵜夫妻による指導は小学生までとは質量ともに全く違い、とりわけトレーニングが重視された。さらに寝技を徹底的に鍛えられることにもなった。
1年の時には全国中学校柔道大会の48kg級に出場するが初戦で刈谷田中学3年の土田絵里子にGSに入ってから有効を取られて敗れた。
2年になると全国中学校柔道大会には2階級上の57kg級で出場するが、準々決勝で淑徳中学3年の斉藤百湖に有効で敗れて5位になった。団体戦では予選リーグで敗れた。
3年になると8月に地元の山梨県で開催された関東大会では、国士舘中学の佐藤晴菜を破って優勝を飾った。続く全国中学校柔道大会の団体戦では予選リーグで敗れた。一方、個人戦では決勝で香長中学2年の若藤唯を小内刈で破るなど5試合オール一本勝ちで優勝を飾り、山梨県勢で今大会を制した初めての選手となった。この際に、自分の柔道は寝技とパワー柔道が組み合わさったものだと語った。これからの課題は「組み手をもっと早く先に取る事」、さらに将来は「世界で戦えるようになりたい」とも語った。また、好きな選手は「気が強そうで練習熱心なところがいい」北京オリンピック100kg超級金メダリストの石井慧だという。

### 高校時代

#### 高校1年
富士学苑高校に進むと、1年の4月には全日本カデの決勝で奈良育英高校2年の村井惟衣に小外刈の有効で敗れて2位だった。
7月の金鷲旗では4回戦で横須賀学院高校と対戦すると、2階級上である70kg級の大川優希に敗れた。
8月のインターハイ個人戦では準々決勝で帝京高校3年の西尾直子に大外刈で敗れて5位だった。団体戦では3回戦で大成高校と対戦すると、3階級上である78kg級の鈴木伊織に指導2で敗れた。
10月の国体少年女子の部では準々決勝で大阪府チームと対戦すると、63kg級の米澤夏帆と引き分けるが、3年の渡辺聖未が敗れてチームは5位にとどまった。
12月のアジアカデでは初戦の指導3勝ち以外は全て得意の寝技で一本勝ちして優勝を飾った。
2015年3月の全国高校選手権では決勝まで進むも、藤枝順心高校2年の谷川美歩に開始早々の横四方固で敗れて2位だった。団体戦では2回戦で北海高校と対戦すると、2階級上である70kg級の杉本梨々花を指導2で破るがチームは敗れた。

#### 高校2年
2年になると、4月の全日本カデでは決勝で大成高校2年の武田亮子を腕挫十字固で破って優勝した。この際に、「高校になって初優勝なので嬉しい。まだ、立ち技が十分ではないので力を入れて練習したい」「内股、大内刈を強化している」と語った。
7月の金鷲旗では3回戦で東大阪大敬愛高校と対戦すると、大将戦で78kg超級の斉藤芽生に敗れた。
8月のインターハイ団体戦では初戦で沖縄尚学高校と対戦するが、78kg超級の嘉数真奈に指導2で敗れた。この時の教訓から体格の大きな選手にも組み負けないことを強く意識するようになった。
一方、個人戦では決勝で夙川学院高校3年の村上栞菜と対戦すると、GSに入ってから相手の小外刈を返して技ありで優勝を果たして、山梨県勢で今大会を制した初めての選手になった。この際に、「寝技で勝つことが多く、立ち技が課題。やることがたくさんある」と語った。また、普段から指導しているコーチの矢嵜仙子は、「まじめで粘り強い選手」と舟久保を評した。なお、部内ミーティングで主将の推薦を受けると、快く引き受けた。
9月の全日本ジュニアでは準決勝で山梨学院大学2年の出口クリスタを内股の有効で破ると、決勝ではインターハイに続く対戦となった村上をGSに入ってから崩袈裟固で破って優勝を成し遂げた。この際に、「立ち技の感覚が、だんだん掴めてきた。これからはシニアでも活躍したいです」。さらには、（ロンドンオリンピック金メダリストで世界チャンピオンの松本薫)とも「やってみたいな」と語った。
10月の国体少年女子の部では準々決勝で鹿児島県と対戦すると、63kg級の幸田奈々に横四方固で敗れて5位にとどまった。
続く世界ジュニアでは、「絶対に勝たないといけない」という思いから序盤は自分の柔道が思うように展開できなかったが、3回戦でヨーロッパジュニア2位であるスペインのテクラ・カディージャ・アセベドに指導3で勝った以外は全て得意の寝技で一本勝ちすると、決勝ではヨーロッパジュニアチャンピオンであるルーマニアのステファニア・ドブレを崩袈裟固で破って優勝を成し遂げた。
団体戦では準決勝まで寝技で勝利するものの、決勝のフランス戦ではサラ・アラシに指導2を取られて敗れたが、チームは優勝を飾った。なお、今大会後には次のように語った。「多くの方がサポートしてくれた大会だったので優勝できてうれしかった」「さらに上を目指すには技術も努力も必要。寝技を生かすために立ち技をもっと磨かないといけない」「大きな大会に出場させていただいて良い経験が積めている。東京五輪出場を目指して頑張りたい」。
11月には学校関係者とともに富士吉田市役所に出向いて、市長の堀内茂に世界ジュニアの優勝報告を行った。この際に、「（ケガを予防するために）毎日ストレッチしています」「地元の人から応援してもらえたので力になりました」「多くの人が祝福してくれたのでとてもうれしかったです。2020年の東京オリンピック出場を目指して頑張っていきます」と語った。
続いて、シニア大会デビュー戦となった講道館杯に出場するが、初戦で帝京科学大学4年の難波実里に袖釣込腰の技ありで敗れた。
2016年3月の全国高校選手権個人戦では決勝で桐蔭学園高校1年の若藤唯を肩固で破るなど5試合のうち3試合を得意の寝技で勝利して優勝を飾り、2位に終わった前回の雪辱を果たした。試合後のインタビューでは、「（大会前に）立ち技で勝つって言ってたのに～。寝技ばかりになっちゃいました～」とおどけながらも、「経験が増えて、イメージもできている。こういう大舞台でやりきれる精神力がついたと思います」「日本武道館は（東京）五輪が行われる場所なので、ここで優勝したかった」とコメントした。団体戦では準々決勝で大成高校と対戦すると、山室未咲に反則勝ちするもチームは敗れて5位にとどまった。

#### 高校3年
3年になると、4月のロシアジュニア国際では決勝でフランスのサラ＝レオニー・シジクに袈裟固で一本勝ちして優勝を飾った。
6月の関東大会では決勝で渋谷教育学園渋谷高校の明石ひかるを指導3で破って優勝した。
7月の金鷲旗では準々決勝で大成高校と対戦すると、高校選手権の無差別で2位になった70kg級の和田梨乃子と78kg級の永田かなを立て続けに破る健闘を見せるも、相手大将の78kg超級の粂田晴乃に敗れて5位にとどまった。
その僅か一週間後に開催されたインターハイの団体戦では、予選の2試合を得意の寝技で一本勝ちした。翌日には団体戦の3回戦で東海大翔洋高校の78kg級の選手である澤崎莉子を横四方固、準々決勝では桐蔭学園高校の70kg級の選手である朝飛七海を横四方固で破る活躍を見せるも、準決勝では長崎明誠高校の78kg級の選手である西村満利江に縦四方固で敗れたが、チームを3位へ導く原動力となった。そのすぐ後には休む間もなく個人戦に出場した。最初の3試合を寝技で一本勝ちすると、準々決勝では天理高校の丸山佳代を技あり、準決勝では渋谷教育学園渋谷高校の明石を指導2でそれぞれ破った。決勝では広島皆実高校の香川瑞希を崩上四方固で破り、今大会2連覇を達成した。たった一日で2-3階級上の選手を相手にした団体戦3試合に加えて、個人戦6試合の計9試合を戦い切る獅子奮迅振りを発揮することになった。その後、市長の堀内にインターハイの結果を報告した際には、「（東京オリンピックへ向けて）レベルアップしないと五輪の舞台はない。立ち技を強化し、投げでも勝てる選手を目指したい」とコメントした。なお、リオデジャネイロオリンピックは録画して見たが、とりわけ70kg級で優勝した田知本遥に「ものすごい覚悟を感じた。試合にかける思いが画面越しに伝わってきた」という。
9月の全日本ジュニアでは決勝で札幌北斗高校3年の北出みくを指導2で破って今大会2連覇を飾り、JOCジュニアオリンピックカップを受賞した。ここ最近はトレーニング主体の稽古を積んでいるのでパワーがついたという。試合後に今後の東京オリンピック代表争いへ向けて、「乗り遅れないように、いいスタートダッシュを切りたい」と語った。
10月の国体少年女子の部では準々決勝までの3試合を全て一本勝ちするも、チームは敗れて5位にとどまった。
11月の講道館杯では準々決勝でコマツの芳田司と対戦するが、GSに入ってから2分半過ぎに内股で敗れると、敗者復活戦でも三井住友海上の玉置桃に指導2で敗れて7位にとどまった。
12月にフランスで開催されたエクサンプロヴァンスジュニア国際大会では優勝した。
2017年2月にはヨーロッパオープン・ソフィアに出場すると、全試合を得意の寝技で一本勝ちしてシニアの国際大会初出場で優勝を飾った。優勝後のインタビューでは今年から採用された新ルールについて、「審判のポイントの取り方なども、実際に体験できた。自分には合っていると感じたが、ポイントを確実に取り切ることが大事だと感じた」と述べた。また、「今年は世界選手権に出て、シニアでもトップを目指したい。東京五輪で金メダルを取る選手になりたい」と今後の目標を語った。

### 社会人時代

#### 2017年
4月からは三井住友海上公務部の所属となった。大学へ進学せず実業団を選んだのは、世界で勝つことを目標にしている選手ばかりだからという。なお、今後の活躍が期待される選手として全柔連より2017年度の助成金支給の対象者に選ばれて、年間90万円ほど受け取ることになった。体重別に初出場すると、初戦でコマツの石川慈をGSに入ってから小内刈で破ると、準決勝でも優勝候補の芳田にGSに入ってから指導2で競い勝つが、決勝でコマツ3人目の選手である14歳年上の宇高菜絵に大外刈で敗れたものの2位となった。試合後には、「優勝しなきゃ意味がなかった。後半勝負と思っていたのに、そこまでいくことができなかった。準備不足です」とする一方で、準決勝で世界ランキング3位の芳田に勝ったことは、「強みを出せた」と語った。また、三井住友海上の柔道部に関して、「実業団の練習は大変だけど、すごくいい環境。高校と違い、結果が求められる場所。自分に何が必要なのかをしっかり見極め、次に向けて修正しなればならない」「寝技だけでなく、投げ技など幅を広げて強くなりたい」とコメントした。
6月の実業団体では自衛隊体育学校の金子瑛美に背負投の技ありから崩袈裟固で敗れると、JR東日本の五味奈津実とは引き分けて2戦1敗1分けだった。
8月の実業個人選手権では準決勝で金子にGSに入ってからの大内刈で敗れて3位だった。
9月の全日本ジュニアでは準決勝で埼玉栄高校3年の富沢佳奈にGSを含めて9分15秒の戦いの末に反則負けを喫して、今大会3連覇はならなかった。3位決定戦では龍谷大学2年の村井惟衣をGSに入ってから小内刈で破った。続いて東日本実業柔道団体対抗大会に出場すると、3勝1分けでチームの優勝に貢献した。
10月の世界ジュニアでは準々決勝までの3試合を得意の寝技で一本勝ちすると、準決勝では夙川学院高校2年である韓国の金知秀に反則勝ちした。決勝ではモンゴルのルハグバトゴー・エンフリーレンを縦四方固で破って、今大会オール一本勝ちで2連覇を達成した。初開催となった男女混合による団体戦では、決勝のオランダ戦を始め全試合に一本勝ちしてチームの優勝に貢献した。
11月の講道館杯では準々決勝でパーク24の山本杏と対戦すると、巴投を仕掛けられた際にブリッジで逃れたとして反則負けになると、敗者復活戦では富沢とGSを含めて11分35秒もの戦いの末に反則勝ちを収めるが、3位決定戦では同僚の玉置に腕挫十字固で敗れて5位にとどまった。

#### 2018年
2018年2月のヨーロッパオープン・ローマでは決勝でモロッコのスミヤ・イラウイを大内刈の技ありから横四方固で抑えて合技で破るなど、オール一本勝ちして優勝した。
4月の体重別では準決勝で世界2位となった芳田に反則勝ちするも、決勝の玉置戦では指導2をリードしながら10分近い戦いの末に隅落で技ありを取られて2位にとどまった。なお、アジア大会の団体戦代表には選ばれた。
6月の実業団体ではコマツ戦で芳田を技ありで破るなど3戦全勝して、チームの2年ぶり8度目の優勝に貢献することになり、優秀選手にも選ばれた。社会人2年目となったことで雰囲気にも慣れてきたと述べるとともに、「成長した自分を見せたかった」と語った。
7月のグランプリ・ザグレブでは準々決勝までの3試合を全て一本勝ちするも、準決勝で国籍をカナダに変更した日本生命の出口クリスタに合技で敗れるも、3位決定戦でヨーロッパチャンピオンであるコソボのノラ・ジャコヴァをGSに入ってから崩袈裟固で破って3位になった。
9月のアジア大会男女混合団体戦では準決勝の中国戦と決勝のカザフスタン戦に出場して、ともに一本勝ちを収めてチームの優勝に貢献した。この際に、「素直にうれしい。自分のポジションは先鋒だったので、しっかり勝ってチームに勢いを付ける闘いができればいいと思っていた。勝てて良かった」と語った。
その直後に出場した全日本ジュニアでは準決勝まで全て一本勝ちするも、決勝で富沢にGSに入ってから反則負けを喫して2位にとどまった。
10月の世界ジュニアでは決勝でヨーロッパジュニアチャンピオンであるフランスのサラ＝レオニー・シジクを合技で破ったのを始めオール一本勝ちして、世界ジュニア史上初の大会3連覇を達成した。世界ジュニア団体戦では決勝のブラジル戦のみの出場となったが、ケテリン・ナシメントにGSに入ってから反則勝ちを収めてチームの優勝に貢献した。これにより、団体戦でも大会史上初となる3連覇を成し遂げた。
11月の講道館杯では決勝で富沢にGSに入ってから体落の技ありで敗れて2位だった。続くグランドスラム・大阪では初戦でリオデジャネイロオリンピック銅メダリストであるポルトガルのテルマ・モンテイロを横四方固で破るなど準々決勝までの3試合を一本勝ちするも、準決勝でカナダのジェシカ・クリムカイトにGSに入ってから背負投の技ありで敗れた。3位決定戦では出口を開始早々の引込返で破って3位になった。内股や大外刈などの立ち技を中心に鍛えてきたが、今大会ではその成果が出なかった。この際に、「（2020年東京五輪に向けては）優勝しないと厳しい状態だったので悔しいですね」とコメントした。

#### 2019年
2019年3月には会社の9年先輩である中村美里が52kg級の選手ながらも全日本選手権への出場を果たしたのを受けて、「中村さんから学ぶことは多く、本当にすごい…。私も出てみたい」と意欲を語った。また、「立ち技を出せないと成長出来ないと思うし、勇気を出してしっかり出せるようにしたい」と、立ち技の強化を図った成果を示す決意を述べた。グランドスラム・エカテリンブルグでは準々決勝でクリムカイトを崩袈裟固で破るが、準決勝で台湾の連珍羚に指導2でリードしながらGSに入ってから技ありで敗れるも、3位決定戦でオーストリアのサブリナ・フィルツモザーを横四方固で破って3位になった。
4月の体重別では準決勝で玉置に反則負けして3位だった。
6月の実業団体ではコマツ戦で鶴岡来雪と引き分けるなどして2位だった。
9月の実業個人選手権では初戦で宇高に払巻込の技ありで敗れた。
11月の講道館杯では初戦でバルセロナオリンピック71kg級金メダリスト古賀稔彦の娘である環太平洋大学1年の古賀ひよりを横四方固、2回戦で自身の技である舟久保固を得意にしているJR東日本の柳樂祐里を肩固、準々決勝で鶴岡をGS含めて11分以上の戦いの末に反則勝ち、準決勝でもJR東日本の柴田理帆を横四方固で破るなど全て一本勝ちするも、決勝で玉置にGSに入ってから袖釣込腰の技ありで敗れて2位にとどまった。
11月のグランドスラム・大阪では準々決勝でクリムカイトと11分に及ぶ戦いの末に反則勝ちするも、準決勝では連に指導2でリードしながらGSに入ってから連が得意とする三角からの崩上四方固で敗れると、3位決定戦でも元世界チャンピオンであるモンゴルのドルジスレン・スミヤに技ありで敗れて5位に終わった。

#### 2020年
2020年3月にはグランドスラム・エカテリンブルグに出場予定だったが、新型コロナウイルスの影響により全柔連が選手派遣を取り止めたために出場しなかった。
11月の講道館杯では準々決勝で宇高に大外刈で敗れるも、敗者復活戦で富沢を大外刈の技ありで破ると、3位決定戦でも桐蔭横浜大学1年の袴田佳名瑚を内股と大内刈の合技で破って3位になった。

#### 2021年
2021年4月の体重別では決勝で宇高を小内刈の技ありで破って、今大会初優勝した。世界選手権の団体戦代表に選出された。
6月の世界団体では準決勝までの2試合を一本勝ちするも、決勝のフランス戦はゲタネ・ドゥベルトと対戦する前にチームが優勝を決めてしまったために、出番がなかった。
10月のグランドスラム・パリでは準々決勝で地元フランスのプリシラ・ネトを崩袈裟固、準決勝で同じくフランスのファイザ・モクダルを合技で破ると、決勝ではドイツのカロリーネ・フリッツェを腕緘で破るなど、オール一本勝ちしてIJFワールド柔道ツアー初優勝を飾った。

#### 2022年
2022年2月のグランドスラム・パリでは準決勝で地元のシジクを横四方固で破ると、決勝では玉置に反則勝ちして6度目の対戦で初めて破るなど、オール一本勝ちで今大会2連覇を達成した。
4月の体重別では準決勝で玉置、決勝で芳田にそれぞれ反則勝ちするなど、オール一本勝ちして今大会2連覇を成し遂げて、世界選手権代表に選ばれた。
5月の実業団体ではコマツ戦で連を指導2で破るなど2勝1分けでチームの優勝に貢献した。
7月のグランドスラム・ブダペストでは最初の2戦を寝技で一本勝ち、準々決勝で世界チャンピオンになったクリムカイトに指導2でリードされるもGSに入ってから横四方固で破った。準決勝でもモンテイロを横四方固で破ると、決勝ではリオデジャネイロオリンピックチャンピオンであるブラジルのラファエラ・シルバに反則勝ちして、オール一本勝ちで優勝した。
10月の世界選手権では準決勝までオール一本勝ちするも、決勝ではシルバに内股の技ありで敗れて2位にとどまった。世界団体では決勝のフランス戦でシジクに合技で敗れるも、チームは優勝した。
12月のグランドスラム・東京では準決勝で帝京大学2年の大森朱莉、決勝で芳田をそれぞれ横四方固で破るなどオール一本勝ちして今大会初優勝を果たした。その後の強化委員会で2番手以下との差が認められたため、2023年の世界選手権代表に決まった。

#### 2023年
2023年2月のグランドスラム・パリでは3回戦でキューバのオデリン・ガルシア・アルナエスを小内刈で破ったことにより、2018年のグランドスラム東京以来の立ち技での一本勝ちとなったが、その後の準決勝でクリムカイトに反則負けを喫して今大会3連覇ならずも、3位決定戦でイスラエルのティムナ・ネルソン＝レヴィに反則勝ちして3位となった。
5月の世界選手権では初戦で中立で出場したロシアのクセニア・ガリツカヤに反則勝ちするなど準決勝まで全て一本勝ちするも、決勝では出口に大内刈りで技ありを取られた後に体落で敗れて、2年連続2位にとどまった。続く世界団体では決勝のフランス戦でシジクに技ありを先取されるも横四方固で逆転勝ちして3－3のタイに戻すと、代表戦で新添左季が勝利したことによりチームも優勝を飾った。
6月の実業団体ではコマツ戦で連を合技で破るなど2戦2勝だったが、チームは2位にとどまった。
8月のワールドマスターズでは準決勝でシジクに合技で敗れるも、3位決定戦でネトを小内刈で破った。
同じく8月には世界選手権2年連続2位などの実績で2番手以下に大差を付けたと評価されて、パリオリンピックの代表に強化委員の満場一致により内定した。記者会見では、「オリンピックは目標にしていた大会なので、うれしいとともに気が引き締まります。寝技を武器に一日一日を無駄にせず、金メダルを目指して頑張りたい」と語った。
12月のグランドスラム・東京はケガにより出場を見合わせた。なお個人情報保護の観点から、ケガ名は公表されなかった。また、12月には地元の富士吉田市役所を表敬訪問して、市長の堀内茂に次のように語った。「富士吉田市の皆さんにはたくさん応援していただき、本当に力になっています。来年のオリンピックで金メダルを獲得して、地元に持って帰れるように頑張っていくので、応援お願いします」。さらに出身校の富士学苑高校にも立ち寄った。

#### 2024年
2024年1月には今年の目標として次のように語った。「力を出し切る」「ことしは金メダルしか目指していないので、金メダルを獲得できるように頑張っていきたいと思います」。
3月のグランドスラム・タシケントでは準決勝まで全て一本勝ちするも、決勝でネトに技ありで敗れて2位にとどまった。
5月のグランドスラム・アスタナでは準決勝で出口に反則負けを喫するが、3位決定戦でウズベキスタンのシュクルジョン・アミノワに反則勝ちして3位だった。
7月に開催されたパリオリンピックでは2回戦でウクライナのダリア・ビロディドに反則勝ちするも、準々決勝で地元のシジクに開始9秒の小外刈で敗れた。その後の3位決定戦では、シルバにヘッドダイブによる反則勝ちを収めて銅メダルを獲得した。このメダルは日本柔道通算100個目のメモリアルとなった。
8月のパリオリンピック混合団体では準々決勝と準決勝に出場するも、チームが先に勝利を決めてしまったため、出番が回ってこなかった。チームは決勝で地元フランスに逆転負けを喫するも、オリンピック2つ目のメダルとなる銀メダルを獲得した。
9月にはオリンピックでの活躍が評価されて、県民栄誉賞及び富士吉田市民文化スポーツ栄誉章が授与された。
11月には「パリ2024オリンピック・パラリンピックTEAM JAPAN応援感謝イベント」と題したパレードに、柔道では阿部一二三とともに参加した。

#### 2025年
2025年2月にはフランスに練習拠点を構えることを公表した。複数年の長期滞在を視野に入れており、国立スポーツ体育研究所（INSEP）での活動が中心になる。なお、三井住友海上の現地支店にも定期的に顔を出すという。
6月にはパリオリンピック以来の大会となる実業団体に出場すると、JR東日本戦では香川瑞希を有効、コマツ戦では川田歩実を指導2で破るも、チームは敗れて3位だった。

## 世界ランキング
IJF世界ランキングは4750ポイント獲得で6位（25/6/3現在）。
- 世界ランキングの年度別変遷

|      | 2017年 | 2018年 | 2019年 | 2020年 | 2021年 | 2022年 | 2023年 | 2024年 |
| ---- | ------ | ------ | ------ | ------ | ------ | ------ | ------ | ------ |
| 順位 | 35     | 20     | 36     | 44     | 40     | 4      | 4      | 8      |

(出典、JudoInside.com)

## 柔道スタイル
寝技を得意にしており、一本勝ちのほとんどは寝技によるものとなっている。とりわけ「舟久保固め」とも呼ばれる独自の抑込技での一本勝ちが多い。中学3年の時にうつぶせの相手を抑え込む方法を独自に研究しているうちに、相手の右脇腹に左の引手を差し込むと同時に、右釣り手で相手の左肩越しから道着の内側を掴み、そこからひっくり返す方法を編み出した。相手は左の引手で腹が寄せられて締め上げられる格好になるため我慢できず引っくり返される。相手は首もロックされた状態のために身動きが取れない。この手順がうまくいけば基本的に一本が決まるという。なお、この技法自体は基本的に七帝柔道由来であり、「腹包み」（遠藤返し、もしくはSRTスーパー・ローリング・サンダー）とも呼ばれる。従って、「舟久保固め」は変形腹包みとみなされている。この技は公式試合の記録では崩袈裟固と分類される場合が多いものの、肩固と判断されることもある。本人もこの技の正式な分類についてはよく分らないとしている。監督の矢嵜との共同開発だとも言われる。一方で矢嵜本人によれば、舟久保には帯取り返しを徹底して取り組ませてから、腹包みという技の存在を教えただけで、舟久保固め自体は彼女がそれらをベースに独自に編み出した技だという。またこの技は腕力や体幹の強さ、リーチの長さなども要求されるため、それらの要件を兼ね備えている舟久保だからこそ使いこなすことが出来るようになったとも語っている。
本人によれば、立ち技も寝技と同じくらい練習したが、やり込めばやり込むだけ強くなると言われている寝技の方が断然上達したという。「寝技はやっぱりずっと積み上げてきたものがあるので、誰にも負けない自信があるので最大限生かしていきたいと思っています」と語っている。なお、中学2年の時に右膝をケガした際に、通常の稽古ができなかったので別メニューとして懸垂を1日3時間約1000回もこなすことになった。「とにかく与えられたことは全力でやりたいタイプ。全力でやって絶対自分は強くなるって、それだけを信じてやってきた」と、その当時の心境を振り返っている。それを1ヶ月も続けるうちに相手を引きつける力が格段に強化されて、得意の寝技に引き込むチャンスが増えていった。懸垂こそが「自分の柔道スタイルを作ってくれたもの」だと感謝しているという。監督の矢嵜は舟久保について次のように述べた。「三度の飯より柔道が好き」「性格的に真面目で、与えた課題は必ずできるように努力を惜しまない」「舟久保は、器用な子ではない。むしろ不器用。彼女のストロング・ポイントは、努力できる才能。人の3倍かけて覚える。そして、覚えたら忘れない」。一方で舟久保本人は次のように語った。「（「丈が余る」ほどの腕の長さを武器にした得意とする寝技は）努力と根性で強くなれる」。一方で、立ち技での一本勝ちが少ないことから、内股や大内刈など立ち技の強化を課題にして取り組んでいる。なお、右釣り手で相手の奥襟を掴む組み手だけでなく、クロスグリップ（片手で相手の逆側の背部、肩、もしくは腕を掴む変則組み手）からも技を仕掛けることができる。パワー柔道を自認するだけあって、筋肉トレーニングも取り入れてさらなるパワーアップも図っている。社会人になってからは立ち技の強化にも努めて、日増しによくなってきているという。高校までは相手を強引に力でねじ伏せて寝技に持ち込むことができたため、柔道の基本である崩しを意識することもなかったが、三井住友海上に入社して力の柔道だけでは通用しないことを思い知らされて、柔道の基本を再認識することになった。

## 戦績
| 年月       | 大会                             | 成績        |
| ---------- | -------------------------------- | ----------- |
| 2012年8月  | 全中                             | 5位         |
| 2013年8月  | 全中                             | 優勝        |
| 2014年4月  | 全日本カデ                       | 2位         |
| 2014年8月  | インターハイ                     | 5位         |
| 2014年10月 | 国体少年女子の部                 | 5位         |
| 2014年12月 | アジアカデ                       | 優勝        |
| 2015年3月  | 全国高校選手権                   | 2位         |
| 2015年4月  | 全日本カデ                       | 優勝        |
| 2015年8月  | インターハイ                     | 優勝        |
| 2015年9月  | 全日本ジュニア                   | 優勝        |
| 2015年10月 | 国体少年女子の部                 | 5位         |
| 2015年10月 | 世界ジュニア                     | 優勝        |
| 2015年10月 | 世界ジュニア団体戦               | 優勝        |
| 2016年3月  | 全国高校選手権                   | 優勝        |
| 2016年3月  | 全国高校選手権団体戦             | 5位         |
| 2016年4月  | ロシアジュニア国際               | 優勝        |
| 2016年7月  | 金鷲旗                           | 5位         |
| 2016年8月  | インターハイ                     | 個人戦 優勝 |
| 2016年8月  | インターハイ                     | 団体戦 3位  |
| 2016年9月  | 全日本ジュニア                   | 優勝        |
| 2016年10月 | 国体少年女子の部                 | 5位         |
| 2016年11月 | 講道館杯                         | 7位         |
| 2016年12月 | エクサンプロヴァンスジュニア国際 | 優勝        |
| 2017年2月  | ヨーロッパオープン・ソフィア     | 優勝        |
| 2017年4月  | 体重別                           | 2位         |
| 2017年8月  | 実業個人選手権                   | 3位         |
| 2017年9月  | 全日本ジュニア                   | 3位         |
| 2017年9月  | 東日本実業柔道団体対抗大会       | 優勝        |
| 2017年10月 | 世界ジュニア                     | 優勝        |
| 2017年10月 | 世界ジュニア団体戦               | 優勝        |
| 2017年11月 | 講道館杯                         | 5位         |
| 2018年2月  | ヨーロッパオープン・ローマ       | 優勝        |
| 2018年4月  | 体重別                           | 2位         |
| 2018年6月  | 実業団体                         | 優勝        |
| 2018年7月  | グランプリ・ザグレブ             | 3位         |
| 2018年9月  | アジア大会男女混合団体戦         | 優勝        |
| 2018年9月  | 全日本ジュニア                   | 2位         |
| 2018年10月 | 世界ジュニア                     | 優勝        |
| 2018年10月 | 世界ジュニア団体戦               | 優勝        |
| 2018年11月 | 講道館杯                         | 2位         |
| 2018年11月 | グランドスラム・大阪             | 3位         |
| 2019年3月  | グランドスラム・エカテリンブルグ | 3位         |
| 2019年4月  | 体重別                           | 3位         |
| 2019年6月  | 実業団体                         | 2位         |
| 2019年11月 | 講道館杯                         | 2位         |
| 2019年11月 | グランドスラム・大阪             | 5位         |
| 2020年11月 | 講道館杯                         | 3位         |
| 2021年4月  | 体重別                           | 優勝        |
| 2021年6月  | 世界団体                         | 優勝        |
| 2021年10月 | グランドスラム・パリ             | 優勝        |
| 2022年2月  | グランドスラム・パリ             | 優勝        |
| 2022年4月  | 体重別                           | 優勝        |
| 2022年5月  | 実業団体                         | 2位         |
| 2022年7月  | グランドスラム・ブダペスト       | 優勝        |
| 2022年10月 | 世界選手権                       | 2位         |
| 2022年10月 | 世界団体                         | 優勝        |
| 2022年12月 | グランドスラム・東京             | 優勝        |
| 2023年2月  | グランドスラム・パリ             | 3位         |
| 2023年5月  | 世界選手権                       | 2位         |
| 2023年5月  | 世界団体                         | 優勝        |
| 2023年6月  | 実業団体                         | 2位         |
| 2023年8月  | ワールドマスターズ               | 3位         |
| 2024年2月  | グランドスラム・タシケント       | 2位         |
| 2024年5月  | グランドスラム・アスタナ         | 3位         |
| 2024年7月  | パリオリンピック                 | 3位         |
| 2024年8月  | パリオリンピック混合団体         | 2位         |
| 2025年6月  | 実業団体                         | 3位         |

(出典、JudoInside.com)

## 有力選手との対戦成績
(2025年12月現在)
| 国籍                     | 選手名                 | 内容   |
| ------------------------ | ---------------------- | ------ |
| 日本の旗                 | 芳田司                 | 5勝1敗 |
| 日本の旗                 | 玉置桃                 | 2勝5敗 |
| 日本の旗                 | 宇高菜絵               | 1勝3敗 |
| 日本の旗                 | 富沢佳奈               | 2勝3敗 |
| カナダの旗               | 出口クリスタ           | 2勝3敗 |
| カナダの旗               | ジェシカ・クリムカイト | 3勝2敗 |
| ポルトガルの旗           | テルマ・モンテイロ     | 2勝    |
| ブラジルの旗             | ラファエラ・シルバ     | 3勝1敗 |
| コソボの旗               | ノラ・ジャコヴァ       | 1勝    |
| ドイツの旗               | テレーザ・シュトール   | 3勝    |
| フランスの旗             | サラ＝レオニー・シジク | 4勝3敗 |
| チャイニーズタイペイの旗 | 連珍羚                 | 2勝2敗 |

(参考資料：ベースボールマガジン社発行の近代柔道バックナンバー、JudoInside.com等)

## テレビ出演
- 山梨今人（山梨いまじん）（テレビ山梨）2015年12月16日[187]。
- 未来アスリート名鑑（TBS系列）2016年3月21日[13]。
- 報道ステーション「いこうぜ2020」（テレビ朝日系列）2017年1月16日[197]。
- ニュースの星（テレビ山梨）2017年3月27日[198]。
- おはSPO筋肉体操（NHK）2024年1月5日[199]。